# J’ing jing Jing

J’ing jing Jing [Clasicul Purității] (溝一靜經) este – cu excepția scrierilor lui Lao zi, întemeietorul daoismului și acelea lui Zhuang zi, discipolul lui – unul din cele mai timpurii texte clasice daoiste. El a fost atribuit de către unele autorități în materie lui Lao zi însuși, dar este mult mai probabil opera lui Ge Xuan, care a trăit în timpul dinastiei Wu [吴] (222 277 e.n.).

## Paternitatea manuscrisului
Despre Ge Xuan sunt relatate multe întâmplări extraordinare. Se spune că el era capabil să facă miracole, să meargă pe apă, și mai ales că ar fi cunoscut taina Elixirului Vieții; în cele din urmă, ar fi fost înălțat la cer în plină zi și ar fi atins rangul unui Nemuritor. Printre cercetătorii chinezi preocupați de acest subiect, nu există acord în privința atribuirii acestei opere lui Ge Xuan; cu toții susțin însă că ea ar fi fost compusă de către un daoist la o dată mai timpurie decât se admite în general. Totuși, chestiunea autenticității și paternității textului are o importanță secundară, dacă suntem în primul rând preocupați de realitatea interioară descrisă de acesta. Adevăratul test al valorii oricărei scripturi sau prezentări a adevărului, oricare ar fi acesta și sursa sa, poate fi găsit în discriminarea utilizată chiar de învățături, și constă în adevărul lor intrinsec. Aceasta este norma prin care orice scriere trebuie să fie testată pentru că doar în aceasta este de găsit valoarea sa esențială.

## Semnificația textului
J’ing jing Jing [Clasicul Purității] este un tratat asupra Căii de Realizare prin purificarea minții și potolirea dorințelor. El are multe asemănări cu tratatul Trezirea Credinței în Māhāyana al lui Aśvaghoșa, pentru că realizarea lui dao și atingerea Nirvānei sunt identice, iar Calea către aceasta este în mod esențial același Drum. Există prin urmare o anumită asemănare între mistica orientală și școala occidentală cunoscută sub numele de „quietism”, în care accentuarea exagerată a celor exterioare este restrânsă și tendința de a trăi exclusiv în lumea exterioară a timpului și simțurilor este corectată.

## Traduceri occidentale
Au existat nenumărate traduceri în limbi europene ale Clasicului Purității, toate având propriile lor merite, dar nici una din ele nu a fost larg cunoscută. Una din cele mai timpurii a fost aceea a lui F. H. Balfour, care a apărut în micul volum intitulat Taoist Texts, publicat în Shanghai pe la 1880. O a doua este aceea a lui James Legge, care este oferită ca un apendice la volumul XL din colecția The Sacred Books of the East, publicat în anul 1891. O alta este o broșură nedatată a lui W. H. Midhurst, care a fost cea mai timpurie dintre cele trei. Originalul apare în Collection of the Most Important Treatises of the Taoist Fathers, volumul L.

## Traduceri în limba română
- ***, J’ing jing Jing. Clasicul Purității, Cu prefața lui Ge Xuan, în Calea neștiutului Dao. Texte clasice daoiste, Traducere și îngrijire ediție: Mircea Iacobini, Editura Herald, Colecția Daoism, 2005, pp. 127-143, ISBN: 973-7970-33-0